# 애당초등학교
애당초등학교는 대한민국 경상북도 봉화군 춘양면 우촌길 7 (애당리)에 있었던 초등학교이다.

## 연혁
- 1946.10.01 도심공민학교로 개교
- 1952.03.31 애당국민학교 승격
- 1983.03.07 병설유치원 1학급 개원
- 1996.03.01 애당초등학교로 개칭
- 1999.02.28 폐교(제46회 졸업 총 2,516명)